# غوفر الكورني
غوفر الكورني (الاسم العلمي:Pappogeomys alcorni) هو نوع من الحيوانات يتبع جنس غوفر مكسيكي من فصيلة الغوفرية.